# Mosab Balhous
Mosab Balhous (en árabe: مصعب بلحوس‎; Homs, Siria: 5 de octubre de 1983) es un portero del fútbol sirio. Actualmente se desempeña en el Al-Wahda, equipo que limita en la Premier League Siria. El jugador a su vez, defiende la casaca número uno, tanto en su club como en la selección nacional de Siria
. Por otro lado, cabe destacar que el arquero es el hermano de Anas Balhous, defensor del Al- Karamah.

## Carrera
La carrera de Balhous comenzó en el club de su ciudad natal, Al-Karamah, donde hizo las divisiones inferiores para luego ser promovido al equipo mayor. Con el Al-Karamah, ganó 4 Premier Leagues Sirias, 4 Copas de Siria, una Supercopa y ayudó al equipo a avanzar a la final de la Liga de Campeones de la AFC, por primera vez en su historia. En aquella oportunidad, el club sirio fue derrotado 3 a 2 por el equipo coreano, Jeonbuk Hyundai Motors, de la K-League. Tres años más tarde, en 2009, el portero fue considerado uno de los máximos valuartes para que el Al-Karamah pudiera acceder a la final de la Copa de la AFC, también por primera vez en su historia. Lamentablemente, en esta ocasión el club tampoco pudo gritar campeón, ya que fue derrotado 2 a 1 por el Kuwait SC, equipo perteneciente a la Premier League Kuwaití.
El 3 de octubre de 2011, Balhous fue cedido a préstamo al Al-Wahda de Damasco, para disputar la temporada 2011-2012.

## Carrera internacional
Mosab Balhous participa regularmente en la selección nacional de Siria desde el año 2006. El portero tuvo la oportunidad de participar en 10 ocasiones con su selección en las rondas previas de la AFC, para la clasificación a la Copa del Mundo de 2010. También fue seleccionado como arquero titular para disputar la Copa Asiática del 2011, llevada a cabo en Catar. El jugador participó en los 3 encuentros de la Copa, donde tuvo que verse las caras con las selecciones de Arabia Saudita, Japón y Jordania.

## Palmarés
- Premier League Siria: 2006, 2007, 2008, 2009
- Copa de Siria: 2007, 2008, 2009, 2010
- Super Copa de Siria: 2008
- Subcampeón de la Liga de Campeones de la AFC: 2006
- Subcampeón de la Copa de la AFC: 2009